# Bianca Andreescu
Bianca Vanessa Andreescu (sinh ngày 16 tháng 6 năm 2000) là một vận động viên quần vợt chuyên nghiệp người Canada. Cô có thứ hạng đánh đơn cao nhất là vị trí số 22 vào ngày 20 tháng 5 năm 2019, bởi Hiệp hội quần vợt nữ (WTA), và có thứ hạng trẻ cao nhất là vị trí số 3 vào ngày 1 tháng 2 năm 2016, bởi Liên đoàn quần vợt quốc tế (ITF).

## Chung kết giải lớn

### Chung kết WTA Premier Mandatory & Premier 5

#### Đơn: 1 (1 danh hiệu)
| Kết quả | Năm  | Giải đấu                     | Mặt sân | Đối thủ          | Tỷ số         |
| ------- | ---- | ---------------------------- | ------- | ---------------- | ------------- |
| Vô dịch | 2019 | Indian Wells Masters, Hoa Kỳ | Cứng    | Angelique Kerber | 6–4, 3–6, 6–4 |

## Chung kết sự nghiệp WTA

### Đơn: 2 (1 danh hiệu, 1 á quân)
| Chú thích                           |
| ----------------------------------- |
| Grand Slam (0–0)                    |
| WTA Tour Championships (0–0)        |
| Premier Mandatory & Premier 5 (1–0) |
| Premier (0–0)                       |
| International (0–1)                 |

| Chung kết theo mặt sân |
| ---------------------- |
| Cứng (1–1)             |
| Đất nện (0–0)          |
| Cỏ (0–0)               |
| Thảm (0–0)             |

| Chung kết theo lắp đặt |
| ---------------------- |
| Ngoài trời (1–1)       |
| Trong nhà (0–0)        |

| Kết quả | T–B | Ngày             | Giải đấu                     | Thể loại      | Mặt sân | Đối thủ          | Tỷ số         |
| ------- | --- | ---------------- | ---------------------------- | ------------- | ------- | ---------------- | ------------- |
| Á quân  | 0–1 | tháng 1 năm 2019 | Auckland Open, New Zealand   | International | Cứng    | Julia Görges     | 6–2, 5–7, 1–6 |
| Vô địch | 1–1 | tháng 3 năm 2019 | Indian Wells Masters, Hoa Kỳ | Premier M     | Cứng    | Angelique Kerber | 6–4, 3–6, 6–4 |

### Đôi: 1 (1 á quân)
| Chú thích                           |
| ----------------------------------- |
| Grand Slam (0–0)                    |
| WTA Tour Championships (0–0)        |
| Premier Mandatory & Premier 5 (0–0) |
| Premier (0–0)                       |
| International (0–1)                 |

| Chung kết theo mặt sân |
| ---------------------- |
| Cứng (0–0)             |
| Cỏ (0–0)               |
| Đất nện (0–0)          |
| Thảm (0–1)             |

| Chung kết theo lắp đặt |
| ---------------------- |
| Ngoài trời (0–0)       |
| Trong nhà (0–1)        |

| Kết quả | T–B | Ngày             | Giải đấu                  | Thể loại      | Mặt sân  | Đồng đội         | Đối thủ                       | Tỷ số    |
| ------- | --- | ---------------- | ------------------------- | ------------- | -------- | ---------------- | ----------------------------- | -------- |
| Á quân  | 0–1 | tháng 9 năm 2017 | Tournoi de Québec, Canada | International | Thảm (i) | Carson Branstine | Tímea Babos Andrea Hlaváčková | 3–6, 1–6 |

Nguồn:

## Chung kết WTA 125K series

### Đơn: 1 (1 danh hiệu)
| Kết quả | T–B | Ngày             | Giải đấu                         | Thể loại | Mặt sân | Đối thủ        | Tỷ số         |
| ------- | --- | ---------------- | -------------------------------- | -------- | ------- | -------------- | ------------- |
| Vô địch | 1–0 | tháng 1 năm 2019 | Newport Beach Challenger, Hoa Kỳ | 125K     | Cứng    | Jessica Pegula | 0–6, 6–4, 6–2 |

Nguồn:

## Chung kết ITF Circuit

### Đơn: 9 (5 danh hiệu, 4 á quân)
| Chú thsich      |
| --------------- |
| $100,000        |
| $75,000/$80,000 |
| $50,000/$60,000 |
| $25,000         |
| $10,000         |

| Chung kết theo mặt sân |
| ---------------------- |
| Cứng (4–4)             |
| Đất nện (1–0)          |
| Cỏ (0–0)               |
| Thảm (0–0)             |

| Chung kết theo lắp đặt |
| ---------------------- |
| Ngoài trời (5–3)       |
| Trong nhà (0–1)        |

| Kết quả | T–B | Ngày              | Giải đấu                        | Thể loại | Mặt sân  | Đối thủ                     | Tỷ số                     |
| ------- | --- | ----------------- | ------------------------------- | -------- | -------- | --------------------------- | ------------------------- |
| Á quân  | 0–1 | Tháng 7 năm 2015  | ITF Gatineau, Canada            | 25,000   | Cứng     | Alexa Glatch                | 4–6, 3–6                  |
| Vô địch | 1–1 | Tháng 8 năm 2016  | ITF Gatineau, Canada            | 25,000   | Cứng     | Elizabeth Halbauer          | 6–2, 7–5                  |
| Á quân  | 1–2 | Tháng 10 năm 2016 | Challenger de Saguenay, Canada  | 50,000   | Cứng (i) | CiCi Bellis                 | 4–6, 2–6                  |
| Vô địch | 2–2 | Tháng 2 năm 2017  | ITF Rancho Santa Fe, Hoa Kỳ     | 25,000   | Cứng     | Kayla Day                   | 6–4, 6–1                  |
| Vô địch | 3–2 | Tháng 4 năm 2017  | ITF Santa Margherita di Pula, Ý | 25,000   | Đất nện  | Bernarda Pera               | 6–7(8–10), 6–2, 7–6(10–8) |
| Á quân  | 3–3 | Tháng 4 năm 2018  | ITF Kōfu, Nhật Bản              | 25,000   | Cứng     | Luksika Kumkhum             | 3–6, 3–6                  |
| Á quân  | 3–4 | Tháng 4 năm 2018  | ITF Kashiwa, Nhật Bản           | 25,000   | Cứng     | Luksika Kumkhum             | 3–6, 6–7(4–7)             |
| Vô địch | 4–4 | Tháng 10 năm 2018 | ITF Florence, Hoa Kỳ            | 25,000   | Cứng     | Mari Osaka                  | 6–4, 2–6, 6–3             |
| Vô địch | 5–4 | Tháng 11 năm 2018 | ITF Norman, Hoa Kỳ              | 25,000   | Cứng     | María Camila Osorio Serrano | 6–1, 6–0                  |

### Đôi: 4 (3 danh hiệu, 1 á quân)
| Chú thích       |
| --------------- |
| $100,000        |
| $75,000/$80,000 |
| $50,000/$60,000 |
| $25,000         |
| $10,000         |

| Chung kết theo mặt sân |
| ---------------------- |
| Cứng (3–1)             |
| Đất nện (0–0)          |
| Cỏ (0–0)               |
| Thảm (0–0)             |

| Chung kết theo lắp đặt |
| ---------------------- |
| Ngoài trời (2–0)       |
| Trong nhà (1–1)        |

| Kết quả | T–B | Ngày              | Giải đấu                       | Thể loại | Mặt sân  | Đồng đội                     | Đối thủ                             | Tỷ số                 |
| ------- | --- | ----------------- | ------------------------------ | -------- | -------- | ---------------------------- | ----------------------------------- | --------------------- |
| Vô địch | 1–0 | Tháng 8 năm 2016  | ITF Gatineau, Canada           | 25,000   | Cứng     | Charlotte Robillard-Millette | Mana Ayukawa Samantha Murray        | 4–6, 6–4, [10–6]      |
| Á quân  | 1–1 | Tháng 10 năm 2016 | Challenger de Saguenay, Canada | 50,000   | Cứng (i) | Charlotte Robillard-Millette | Elena Bogdan Mihaela Buzărnescu     | 4–6, 7–6(7–4), [6–10] |
| Vô địch | 2–1 | Tháng 10 năm 2017 | Challenger de Saguenay, Canada | 60,000   | Cứng (i) | Carol Zhao                   | Francesca Di Lorenzo Erin Routliffe | w/o                   |
| Vô địch | 3–1 | Tháng 7 năm 2018  | ITF Gatineau, Canada           | 25,000   | Cứng     | Carson Branstine             | Hsu Chieh-yu Marcela Zacarías       | 4–6, 6–2, [10–4]      |

## Chung kết Grand Slam Trẻ

### Đôi: 2 (2 danh hiệu)
| Kết quả | Ngày | Giải đấu     | Mặt sân | Đồng đội         | Đối thủ                              | Tỷ số         |
| ------- | ---- | ------------ | ------- | ---------------- | ------------------------------------ | ------------- |
| Vô địch | 2017 | Úc Mở rộng   | Cứng    | Carson Branstine | Maja Chwalińska Iga Świątek          | 6–1, 7–6(7–4) |
| Vô địch | 2017 | Pháp Mở rộng | Đất nện | Carson Branstine | Olesya Pervushina Anastasia Potapova | 6–1, 6–3      |

## Thống kê sự nghiệp

### Đơn
| VĐ | CK | BK | TK | V# | RR | Q# | A |  | Z# | PO | G | F-S | SF-B | NMS | NH |

Tính đến Giải quần vợt Pháp Mở rộng 2019.
| Giải đấu                          | 2015                     | 2016                     | 2017                     | 2018                     | 2019          | SR     | T–B    | % Thắng |
| --------------------------------- | ------------------------ | ------------------------ | ------------------------ | ------------------------ | ------------- | ------ | ------ | ------- |
| Grand Slam                        |                          |                          |                          |                          |               |        |        |         |
| Úc Mở rộng                        | A                        | A                        | A                        | VL1                      | V2            | 0 / 1  | 1–1    | 50%     |
| Pháp Mở rộng                      | A                        | A                        | VL1                      | VL3                      | V2            | 0 / 1  | 1–0    | 100%    |
| Wimbledon                         | A                        | A                        | V1                       | VL3                      |               | 0 / 1  | 0–1    | 0%      |
| Mỹ Mở rộng                        | A                        | A                        | VL1                      | VL1                      |               | 0 / 0  | 0–0    | –       |
| Thắng–Bại                         | 0–0                      | 0–0                      | 0–1                      | 0–0                      | 2–1           | 0 / 3  | 2–2    | 50%     |
| Đại diện quốc gia                 |                          |                          |                          |                          |               |        |        |         |
| Thế vận hội Mùa hè                | KTC                      | A                        | Không tổ chức            | Không tổ chức            | Không tổ chức | 0 / 0  | 0–0    | –       |
| Giải đấu cuối năm                 |                          |                          |                          |                          |               |        |        |         |
| WTA Finals                        | Không vượt qua vòng loại | Không vượt qua vòng loại | Không vượt qua vòng loại | Không vượt qua vòng loại |               | 0 / 0  | 0–0    | –       |
| WTA Elite Trophy                  | Không vượt qua vòng loại | Không vượt qua vòng loại | Không vượt qua vòng loại | Không vượt qua vòng loại |               | 0 / 0  | 0–0    | –       |
| WTA Premier Mandatory tournaments |                          |                          |                          |                          |               |        |        |         |
| Indian Wells Masters              | A                        | A                        | A                        | A                        | VĐ            | 1 / 1  | 7–0    | 100%    |
| Miami Masters                     | A                        | A                        | A                        | A                        | V4            | 0 / 1  | 3–1    | 75%     |
| Madrid Masters                    | A                        | A                        | A                        | A                        | A             | 0 / 0  | 0–0    | –       |
| Trung Quốc Mở rộng                | A                        | A                        | A                        | A                        |               | 0 / 0  | 0–0    | –       |
| WTA Premier 5 tournaments         |                          |                          |                          |                          |               |        |        |         |
| Doha / Dubai Open                 | A                        | A                        | A                        | A                        | A             | 0 / 0  | 0–0    | –       |
| Internazionali BNL d'Italia       | A                        | A                        | A                        | A                        | A             | 0 / 0  | 0–0    | –       |
| Canada Mở rộng                    | A                        | VL2                      | V1                       | A                        |               | 0 / 1  | 0–1    | 0%      |
| Cincinnati Masters                | A                        | A                        | A                        | A                        |               | 0 / 0  | 0–0    | –       |
| Wuhan Open                        | A                        | A                        | A                        | A                        |               | 0 / 0  | 0–0    | –       |
| Thống kê sự nghiệp                |                          |                          |                          |                          |               |        |        |         |
| Giải đấu                          | 2                        | 7                        | 18                       | 20                       | 8             | 55     | 55     | 55      |
| Danh hiệu                         | 0                        | 0                        | 0                        | 0                        | 1             | 1      | 1      | 1       |
| Chung kết                         | 0                        | 0                        | 0                        | 0                        | 2             | 2      | 2      | 2       |
| Thắng–Bại Sân cứng                | 4–3                      | 15–6                     | 12–10                    | 34–13                    | 29–4          | 1 / 41 | 92–36  | 72%     |
| Thắng–Bại Sân đất nện             | 0–0                      | 0–0                      | 8–3                      | 3–2                      | 3–0           | 0 / 8  | 14–5   | 74%     |
| Thắng–Bại Sân cỏ                  | 0–0                      | 0–0                      | 6–3                      | 6–2                      | 0–0           | 0 / 5  | 12–5   | 71%     |
| Thắng–Bại Sân thảm                | 0–0                      | 0–0                      | 1–1                      | 0–0                      | 0–0           | 0 / 1  | 1–1    | 50%     |
| Tổng số Thắng–Bại                 | 4–3                      | 15–6                     | 27–17                    | 43–17                    | 32–4          | 1 / 55 | 121–47 | 121–47  |
| %Thắng                            | 57%                      | 71%                      | 61%                      | 72%                      | 89%           | 72.02% | 72.02% | 72.02%  |
| Xếp hạng cuối năm                 | 633                      | 306                      | 182                      | 178                      |               |        |        |         |

## Thắng tay vợt trong top 10
| Mùa giải | 2017 | 2018 | 2019 | Tổng số |
| Thắng    | 0    | 0    | 4    | 4       |

| #    | Tay vợt            | Xếp hạng | Giải đấu                      | Mặt sân | Vòng      | Tỷ số         | XHBA   |
| ---- | ------------------ | -------- | ----------------------------- | ------- | --------- | ------------- | ------ |
| 2019 |                    |          |                               |         |           |               |        |
| 1.   | Caroline Wozniacki | Số 3     | Auckland Mở rộng, New Zealand | Cứng    | Vòng 2    | 6–4, 6–4      | Số 152 |
| 2.   | Elina Svitolina    | Số 6     | Indian Wells Masters, Hoa Kỳ  | Cứng    | Bán kết   | 6–3, 2–6, 6–4 | Số 60  |
| 3.   | Angelique Kerber   | Số 8     | Indian Wells Masters, Hoa Kỳ  | Cứng    | Chung kết | 6–4, 3–6, 6–4 | Số 60  |
| 4.   | Angelique Kerber   | Số 4     | Miami Masters, Hoa Kỳ         | Cứng    | Vòng 3    | 6–4, 4–6, 6–1 | Số 24  |

## Giải thưởng
- 2017 – Fed Cup Heart Award[3]
- 2017 – Tennis Canada nữ tay vợt của năm[4]